# Segunda Ronda Eliminatoria a la Eurocopa Sub-17 2003
La Segunda Ronda Eliminatoria a la Eurocopa Sub-17 2003 contó con la participación de 28 selecciones infantiles de Europa, de las cuales 22 provienen de la ronda anterior.
Los siete ganadores de cada grupo clasificaron a la fase final de torneo a celebrarse en Portugal junto al país anfitrión.

## Grupo 1
Los partidos se jugaron en España del 3 al 7 de marzo.
| País     | J | G | E | P | GF | GC | Pts |
| -------- | - | - | - | - | -- | -- | --- |
| España   | 3 | 3 | 0 | 0 | 8  | 0  | 9   |
| Francia  | 3 | 2 | 0 | 1 | 9  | 2  | 6   |
| Gales    | 3 | 1 | 0 | 2 | 4  | 12 | 3   |
| Bulgaria | 3 | 0 | 0 | 3 | 2  | 9  | 0   |

| Equipo 1 | Resultado | Equipo 2 |
| -------- | --------- | -------- |
| España   | 3-0       | Bulgaria |
| Gales    | 0-7       | Francia  |
| España   | 3-0       | Gales    |
| Bulgaria | 0-2       | Francia  |
| Francia  | 0-2       | España   |
| Gales    | 4-2       | Bulgaria |

## Grupo 2
Los partidos se jugaron en Croacia del 17 al 21 de marzo.
| País      | J | G | E | P | GF | GC | Pts |
| --------- | - | - | - | - | -- | -- | --- |
| Dinamarca | 3 | 2 | 0 | 1 | 6  | 3  | 6   |
| Croacia   | 3 | 2 | 0 | 1 | 4  | 3  | 6   |
| Rusia     | 3 | 1 | 1 | 1 | 3  | 2  | 4   |
| Noruega   | 3 | 0 | 1 | 2 | 1  | 5  | 1   |

| Equipo 1  | Resultado | Equipo 2  |
| --------- | --------- | --------- |
| Rusia     | 0-1       | Croacia   |
| Noruega   | 0-3       | Dinamarca |
| Rusia     | 1-1       | Noruega   |
| Croacia   | 2-3       | Dinamarca |
| Dinamarca | 0-2       | Rusia     |
| Noruega   | 0-1       | Croacia   |

## Grupo 3
Los partidos se jugaron en Irlanda del Norte del 24 al 28 de marzo.
| País                | J | G | E | P | GF | GC | Pts |
| ------------------- | - | - | - | - | -- | -- | --- |
| Austria             | 3 | 1 | 2 | 0 | 4  | 2  | 5   |
| Serbia y Montenegro | 3 | 1 | 2 | 0 | 5  | 4  | 5   |
| Irlanda del Norte   | 3 | 1 | 0 | 2 | 2  | 4  | 3   |
| Finlandia           | 3 | 0 | 2 | 1 | 1  | 2  | 2   |

| Equipo 1            | Resultado | Equipo 2            |
| ------------------- | --------- | ------------------- |
| Finlandia           | 1-1       | Serbia y Montenegro |
| Austria             | 2-0       | Irlanda del Norte   |
| Finlandia           | 0-0       | Austria             |
| Serbia y Montenegro | 2-1       | Irlanda del Norte   |
| Irlanda del Norte   | 1-0       | Finlandia           |
| Austria             | 2-2       | Serbia y Montenegro |

## Grupo 4
Los partidos se jugaron en Rumania del 17 al 21 de marzo.
| País         | J | G | E | P | GF | GC | Pts |
| ------------ | - | - | - | - | -- | -- | --- |
| Israel       | 3 | 2 | 1 | 0 | 4  | 1  | 7   |
| Países Bajos | 3 | 1 | 2 | 0 | 5  | 4  | 5   |
| Rumania      | 3 | 1 | 1 | 1 | 4  | 5  | 4   |
| Polonia      | 3 | 0 | 0 | 3 | 2  | 5  | 0   |

| Equipo 1     | Resultado | Equipo 2     |
| ------------ | --------- | ------------ |
| Polonia      | 0-1       | Israel       |
| Rumania      | 2-2       | Países Bajos |
| Polonia      | 1-2       | Rumania      |
| Israel       | 1-1       | Países Bajos |
| Países Bajos | 2-1       | Polonia      |
| Rumania      | 0-2       | Israel       |

## Grupo 5
Los partidos se jugaron en Grecia del 24 al 28 de marzo.
| País    | J | G | E | P | GF | GC | Pts |
| ------- | - | - | - | - | -- | -- | --- |
| Hungría | 3 | 2 | 1 | 0 | 6  | 3  | 7   |
| Suiza   | 3 | 1 | 1 | 1 | 2  | 2  | 4   |
| Grecia  | 3 | 1 | 1 | 1 | 2  | 3  | 4   |
| Albania | 3 | 0 | 1 | 2 | 3  | 5  | 1   |

| Equipo 1 | Resultado | Equipo 2 |
| -------- | --------- | -------- |
| Hungría  | 1-0       | Suiza    |
| Grecia   | 1-0       | Albania  |
| Hungría  | 2-0       | Grecia   |
| Suiza    | 1-0       | Albania  |
| Albania  | 3-3       | Hungría  |
| Suiza    | 1-1       | Grecia   |

## Grupo 6
Los partidos se jugaron en Inglaterra del 12 al 16 de marzo.
| País            | J | G | E | P | GF | GC | Pts |
| --------------- | - | - | - | - | -- | -- | --- |
| Inglaterra      | 3 | 3 | 0 | 0 | 9  | 0  | 9   |
| Escocia         | 3 | 1 | 1 | 1 | 3  | 2  | 4   |
| República Checa | 3 | 1 | 0 | 2 | 3  | 5  | 3   |
| Eslovaquia      | 3 | 0 | 1 | 2 | 0  | 8  | 1   |

| Equipo 1        | Resultado | Equipo 2        |
| --------------- | --------- | --------------- |
| Inglaterra      | 2-0       | República Checa |
| Eslovaquia      | 0-0       | Escocia         |
| Inglaterra      | 5-0       | Eslovaquia      |
| República Checa | 0-3       | Escocia         |
| Escocia         | 0-2       | Inglaterra      |
| Eslovaquia      | 0-3       | República Checa |

## Grupo 7
Los partidos se jugaron en Bélgica del 24 al 28 de marzo.
| País       | J | G | E | P | GF | GC | Pts |
| ---------- | - | - | - | - | -- | -- | --- |
| Italia     | 3 | 2 | 1 | 0 | 6  | 1  | 7   |
| Bélgica    | 3 | 2 | 0 | 1 | 3  | 4  | 6   |
| Alemania   | 3 | 1 | 1 | 1 | 5  | 3  | 4   |
| Azerbaiyán | 3 | 0 | 0 | 3 | 0  | 6  | 0   |

| Equipo 1   | Resultado | Equipo 2   |
| ---------- | --------- | ---------- |
| Italia     | 3-0       | Bélgica    |
| Alemania   | 3-0       | Azerbaiyán |
| Italia     | 1-1       | Alemania   |
| Bélgica    | 1-0       | Azerbaiyán |
| Azerbaiyán | 0-2       | Italia     |
| Alemania   | 1-2       | Bélgica    |